# A cuore aperto
A cuore aperto (St. Elsewhere) è una serie televisiva statunitense prodotta negli anni ottanta e trasmessa in Italia a partire dall'autunno 1985, in seconda serata la domenica su Rete 4. La serie in Italia è andata in onda anche con il titolo di S. Eligio notte e giorno.

## Trama
La trama vede i medici dell'ospedale St. Eligius di Boston districarsi in drammi ed episodi tipici di un ospedale degli Stati Uniti. Tra i personaggi principali troviamo il dottor Donald Westphall, il direttore dell'ospedale, vedovo con due figli di cui uno con problemi mentali; il dottor Mark Craig responsabile del reparto chirurgia; il dottor Wayne Fiscus responsabile del pronto soccorso.
Altri personaggi minori ma che hanno comunque lasciato un segno sull'intera serie sono Tommy, il figlio autistico del dottor Westphall interpretato da Chad Allen, la dottoressa Wendy Armstrong, che abbandona la serie da suicida (nel suo ultimo episodio lascia un biglietto con la scritta "perché la vita deve sempre cominciare domani?"), l'infermiera Shirley Daniels che in uno degli episodi si trova coinvolta nell'omicidio di un medico, il dottor Bob Calswell, un chirurgo che contrae il virus dell'AIDS.
Tra gli altri vi è anche un giovane Denzel Washington che interpreta il dottor Philip Chandler.

### L'ultimo episodio
Una delle puntate più apprezzate di tutta la serie è l'ultima, intitolata The Last One (trasmessa negli USA il 25 maggio 1988). Verso la fine dell'episodio si vede un bambino che gioca con un modellino miniaturizzato dell'ospedale, chiuso dentro una palla di vetro con l'effetto neve. Ad un certo punto arriva il padre (che ha il volto di Donald Westphall) che mette a posto il giocattolo dicendo che si è fatto tardi ed è ora di andare a letto: tutto il serial non è stato altro che il frutto della fantasia di un bambino.

## Guest-stars
Numerose le guest-stars che si avvicendano durante gli oltre cento episodi della serie; tra questi troviamo:
- Tim Robbins
- Alan Arkin
- Piper Laurie
- Eric Stoltz
- Lisa Bonet
- Kathy Bates
- Ray Charles
- Richard Kline
- Penelope Ann Miller

## Premi

### Emmy Award vinti
- Miglior attore per il serial drammatico William Daniels (1985-86)
- Miglior attore non protagonista per il serial drammatico Bonnie Bartlett (1986-87)
- Miglior attore per il serial drammatico Ed Flanders (1983)
- Miglior attore non protagonista per il serial drammatico James Coco (1983)
- Miglior attrice non protagonista per il serial drammatico Doris Roberts (1983

### Nomination per gli Emmy Award
- Miglior attrice non protagonista per il serial drammatico Bonnie Bartlett (1988)
- Miglior attore per il serial drammatico Ed Flanders (1985, 1986)
- Miglior attrice non protagonista per il serial drammatico Alfre Woodard (1986)
- Miglior attore per il serial drammatico William Daniels (1983-84, 1987)
- Miglior attore non protagonista per il serial drammatico Ed Begley Jr. (1984-88)
- Miglior attrice non protagonista per il serial drammatico Piper Laurie (1984)
- Miglior attrice non protagonista per il serial drammatico Christina Pickles (1983, 1985-1988)

## Curiosità
- Il Dr. Ben Samuels, interpretato da David Birney, nelle intenzioni degli autori doveva essere uno dei principali personaggi della serie ma fu tagliato fuori nella seconda stagione perché non fu mai apprezzato dal pubblico.
- Tim Robbins apparve nella prima stagione nel ruolo di un giovane terrorista responsabile dell'esplosione di una bomba in una banca. Viene ucciso al St. Eligius dal marito di una donna rimasta vittima dell'attentato.
- Ai tempi fu molto apprezzata la colonna sonora della serie che porta la firma di Dave Grusin e J.A.C. Redford ed era composta principalmente da musiche elettroniche.
- La prima stagione del telefilm è stata pubblicata in DVD nel novembre del 2006, per la regione 1; da marzo 2007 è disponibile per la regione 2.

## Episodi
| Stagione         | Episodi | Prima TV originale | Prima TV Italia |
| ---------------- | ------- | ------------------ | --------------- |
| Prima stagione   | 22      | 1982-1983          |                 |
| Seconda stagione | 22      | 1983-1984          |                 |
| Terza stagione   | 24      | 1984-1985          |                 |
| Quarta stagione  | 24      | 1985-1986          |                 |
| Quinta stagione  | 23      | 1986-1987          |                 |
| Sesta stagione   | 22      | 1987-1988          |                 |